# Dawid Abramowitsch Kirschniz
Dawid Abramowitsch Kirschniz (russisch Давид Абрамович Киржниц, auch David Kirschniz transkribiert, * 13. Oktober 1926 in Moskau; † 4. Mai 1998 ebenda) war ein russischer theoretischer Physiker, der sich besonders mit Kernphysik und Astrophysik befasste.
Sein Vater Abraham Dawidowitsch Kirschniz war Journalist und einer der Hauptakteure der OZET Bewegung (Ansiedlung von Juden auf dem Land). Er wurde 1938 während der Großenr Terrors verhaftet und starb kurz nach der Freilassung 1940. Kirschniz wurde 1941 infolge des deutschen Angriffes mit anderen Kindern aus Moskau evakuiert, machte 1943 als Externer Abitur und begann am Moskauer Institut für Luftfahrt zu studieren. 1945 wechselte er auf Empfehlung von Lew Landau an die Lomonossow-Universität und studierte dort bei Alexander Solomonowitsch Kompanejez. Nach seinem Abschluss 1949 arbeitete er als Ingenieur in Gorki und ab 1954 in der Abteilung von Igor Tamm am Lebedew-Institut, an dem er 1957 promoviert wurde und 1966 habilitiert (russischer Doktortitel). 
Zu seinen Schülern gehört Andrei Linde, mit dem er 1978 den Lomonossow-Preis der Akademie der Wissenschaften erhielt. Mit seiner Schülerin Galina Wassiljewna Schpatkowskaja erhielt er 1998 (postum) den Tamm-Preis der Akademie der Wissenschaften (für Weiterentwicklung der Thomas-Fermi-Theorie mit Anwendung auf Materie unter extremen Bedingungen).
Er war ab 1987 korrespondierendes Mitglied der Russischen Akademie der Wissenschaften.

## Schriften
- Труды по теоретической физике и воспоминания, 2 Bände. Fizlit, Moskau, 2001, ISBN 5-9221-0178-1 und ISBN 5-9221-0216-8 (russisch, „Gesammelte Schriften“).
- Лекции по физике. Nauka, Moskau, 2006, ISBN 5-02-035358-2 (russisch, „Vorlesungen über Physik“).